# الکسیا دلگادو
الکسیا دلگادو (انگلیسی: Alexia Delgado؛ زادهٔ ۹ دسامبر ۱۹۹۹) بازیکن فوتبال اهل مکزیک است.
وی همچنین در تیم‌های ملی فوتبال Mexico women's national under-17 football team, Mexico women's national under-20 football team، و زنان مکزیک بازی کرده‌است.